# مانولیچ
مانولیچ (به بلغاری: Manolich) یک منطقهٔ مسکونی در بلغارستان است که در استان بورگاس واقع شده‌است.
 مانولیچ  ۱٬۲۱۱ نفر جمعیت دارد.